# Mario Puccini

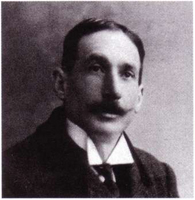
Mario Puccini

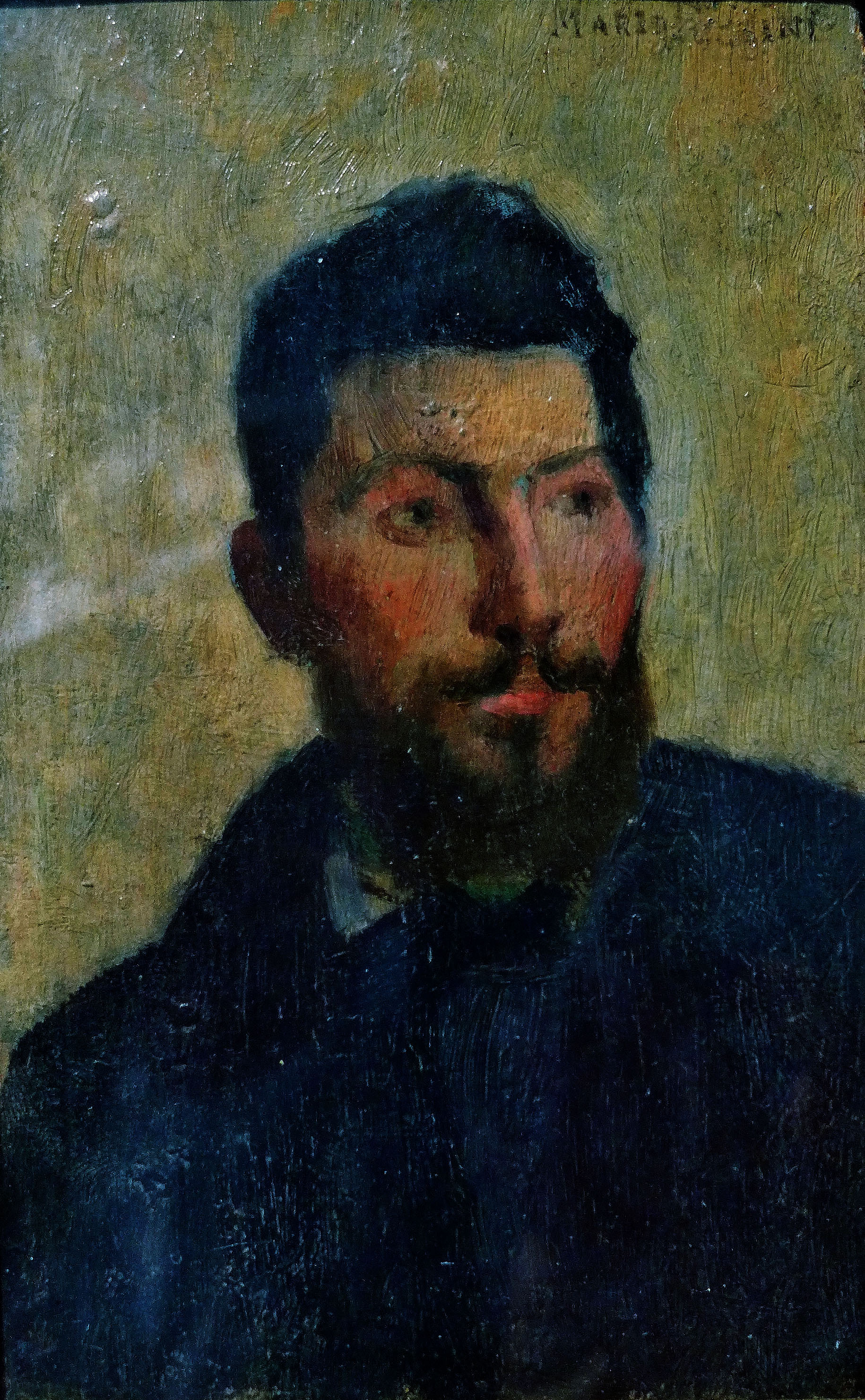
Ölgemälde von Mario Puccini "Selbstbildnis", circa 1890

Mario Puccini (* 28. Juni 1869 in Livorno, Italien; † 16. Juni 1920 in Florenz, Italien) war ein italienischer Maler des Post-Impressionismus. Er war anfangs auf Porträts spezialisiert sowie auf Landschaftsmalerei. Er wurde auch als der „italienische van Gogh“ bezeichnet.

## Biographie

### Jugendjahre und Ausbildung
Als Kind pflegte er schon neben seiner Aushilfstätigkeit in der Bäckerei seines Vaters eifrig zu zeichnen und zu malen. Dort entdeckte der ebenfalls aus Livorno stammende Maler Giovanni Fattori den begabten 13-jährigen Knaben. Auf Anraten des bereits renommierten Künstlers Giovanni Fattori bewarb sich Mario Puccini gegen den Willen seines Vaters an der Accademia di Belle Arti (Florenz), wo der hochbegabte Knabe 1884 zum Studium zugelassen wurde. Nach Abschluss seines Florentiner Studiums (1887) kehrte Mario Puccini nach Livorno zurück, wo er bei einem Künstlerwettbewerb der Scuola libera di Proiezioni für seine Arbeit die Silbermedaille errang. Zu weiteren Studien trat er in die von Giovanni Fattori geführte Scuola libera del Nudo (Livorno) ein.

### Erkrankung
Im Herbst 1893 endete abrupt der rasche Höhenflug in einer schweren psychischen Krise, deren genaue Ursache bis heute viel Platz für Spekulationen lässt. Nach einem ersten Klinikaufenthalt in Livorno wurde schließlich der seelisch schwer Kranke am 4. Februar 1894 in die Spezialklinik Manicomio San Niccolò in Siena überstellt. Am 6. Mai 1898 holte Vater Domenico auf eigene Verantwortung den als genesen geltenden Sohn zurück zur Familie in Livorno.

### Schaffensperiode

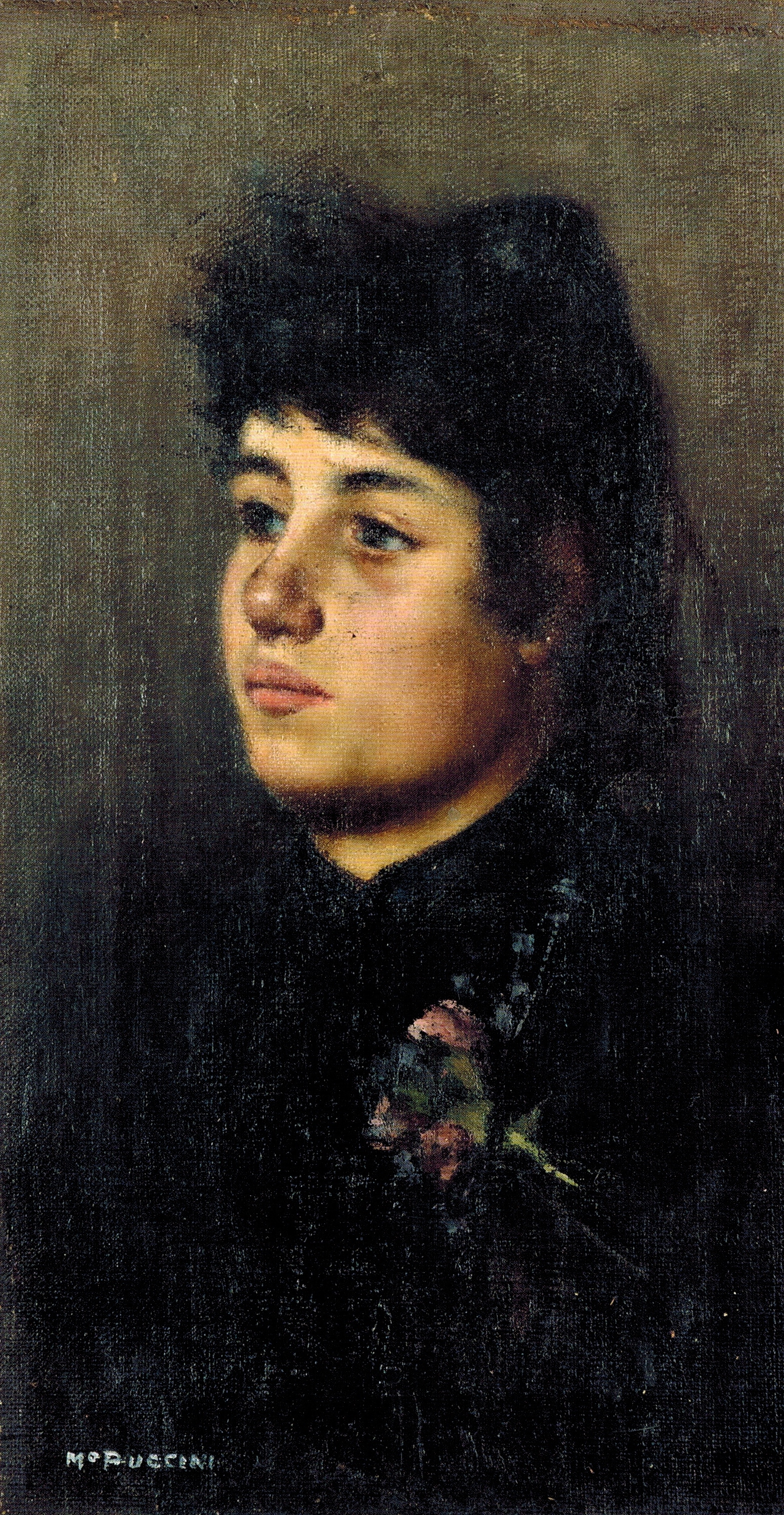
Ölgemälde von Mario Puccini "Porträt einer jungen Frau", signiert 1890

Nach einer offenbar schweren Anfangsphase gelang Mario Puccini ein in jeder Hinsicht neuer Anfang als Künstler. Im Künstler-Café Bardi fand er gleichgesinnte Kollegen und neue Anregungen. Ein Jahr bei seinem Bruder in Digne-les-Bains (1910, Haute-Provence) gab weiter Kraft für neue Wege. Der im Nachbarland Frankreich en vogue befindliche Post-Impressionismus (Pointillismus) gibt ihm ebenfalls Mut zu neuer Sicht der Dinge, vor allem der Natur. Die Farbe und großflächigere Gestaltung nehmen eine gewichtigere Dimension im Schaffen ein.

### Tod
Völlig unerwartet stirbt P. an einer beim Malen in der Maremma verschleppten Lungenentzündung am 17. Juni 1920 in einer Klinik in Florenz.

## Werk
Schaffen und Werk Mario Puccinis verteilt sich auf zwei formal sehr unterschiedliche und zeitlich exakt begrenzbare Perioden, vor Herbst 1893 und nach Juni 1998. Die Ausbildung in Florenz im Stile der Macchiaioli und der persönliche Einfluss des Freundes und Mentors Giovanni Fattori bestimmen die erste künstlerische Schaffensphase. Rasche und beachtliche Erfolge wie das reife Porträt seiner Schwester (9. April 1887) oder der Gewinn der Silbermedaille in Florenz (1890) markieren einen bemerkenswerten Höhenflug. Im Zentrum seiner Bildthemen stand der Mensch.

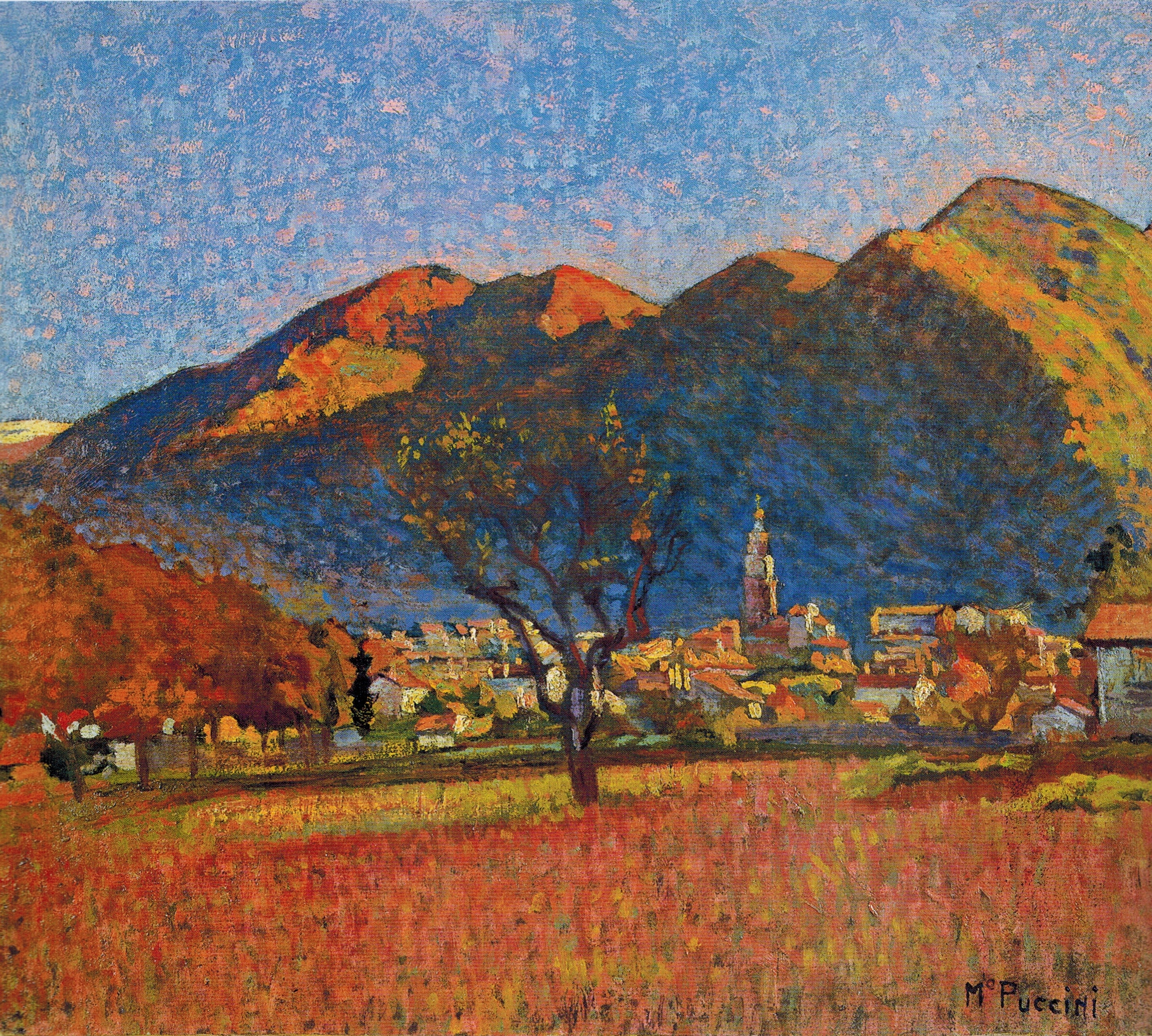
Ölgemälde von Mario Puccini "Panorama von Digne-les-Baign im Sonnenuntergang", circa 1910–1912

Die Reise nach Südfrankreich (Digne-les-Bains) und der Kontakt zum Livorner Künstlerkreis brachten entscheidende Impulse für seine Malerei. Neu sind auf jeden Fall die dominante Rolle von kräftigen Farben und die vom Pointilissmus übernommene Strukturierung größerer Flächen. Dennoch bleibt seine Malerei im weitesten Sinne ganz im Geiste der Macchiaioli. Neben Porträts steht jetzt die Wiedergabe der Natur im Vordergrund. Die Gesamtheit der Bilder nach 1900 zeigt keinerlei Tendenz zu autonomen Bild- und Formstrukturen wie vergleichsweise bei Monet, Cézanne oder Matisse. Die Krankheitsgeschichte zusammen mit den mit kräftigen Pinselstrichen vorgetragene Farbigkeit hatten Mario Puccini den Beinamen „van Gogh Italiens“ eingetragen. Mario Puccini war auch ein hervorragender Zeichner.

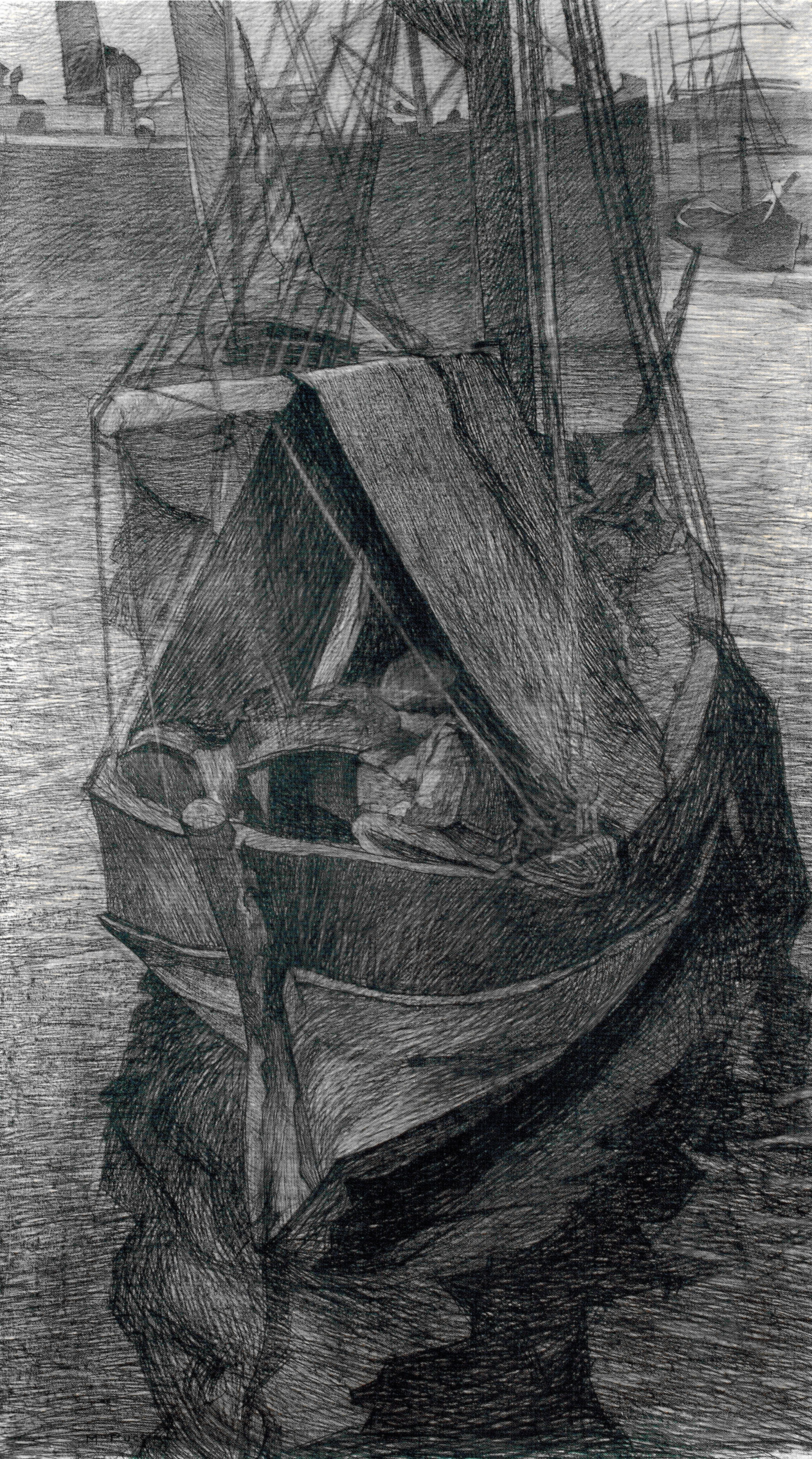
Zeichnung von Mario Puccini "Boot im Hafen", um 1911